# Lemurorchis madagascariensis
Lemurorchis madagascariensis – gatunek roślin z monotypowego rodzaju Lemurorchis z rodziny storczykowatych (Orchidaceae). Endemit występujący tylko na Madagaskarze.

## Systematyka
Sklasyfikowany do podplemienia Angraecinae w plemieniu Vandeae, podrodzina epidendronowe (Epidendroideae), rodzina storczykowate (Orchidaceae), rząd szparagowce (Asparagales) w obrębie roślin jednoliściennych.